# Argentinska vaterpolska reprezentacija
Argentinska vaterpolska reprezentacija predstavlja državu Argentinu u športu vaterpolu.

## Nastupi na velikim natjecanjima

### Olimpijske igre
- 1928.: osmina završnice
- 1952.: prvi krug

### Panameričke igre
- 1951.:  zlato
- 1955.:  zlato
- 1959.:  srebro
- 1963.:  bronca
- 1971.: šesto mjesto
- 1991.: sedmo mjesto
- 1995.: peto mjesto
- 1999.: sedmo mjesto
- 2003.: šesto mjesto
- 2007.: šesto mjesto
- 2011.: peto mjesto